# Aldeia Nova (Cuanza Norte)
Aldeia Nova é uma vila e comuna angolana no município de Banga na província do Cuanza Norte.